# Тиљето
Тиљето (итал. Tiglieto) је насеље у Италији у округу Ђенова, региону Лигурија.
Према процени из 2011. у насељу је живело 613 становника. Насеље се налази на надморској висини од 495 м.

## Становништво
Према резултатима пописа становништва 2011. у општини је живело 580 становника.
| 1931. | 1936. | 1951. | 1961. | 1971. | 1981. | 1991. | 2001. | 2011. |
| ----- | ----- | ----- | ----- | ----- | ----- | ----- | ----- | ----- |
| 1.169 | 1.055 | 967   | 780   | 633   | 605   | 595   | 613   | 580   |